# Grizzana Morandi
Grizzana Morandi (en dialecte bolonyès: Grizèna) és un comune (municipi) de la Ciutat metropolitana de Bolonya (antiga província de Bolonya), a la regió italiana d'Emilia-Romagna, situat uns 30 km al sud-oest de Bolonya. És una població d'estiueig, situada a les muntanyes, entre les valls dels rius Reno i Setta.
L'1 de gener de 2018 tenia 3.894 habitants.
Fins a l'any 1985 es deia simplement Grizzana, quan es afegir "Morandi", en honor del pintor italià Giorgio Morandi, que va morir el 1964. Morandi no es movia gaire de la seva casa i estudi a Bolonya, però visitava Grizzana a l'estiu cada any des de 1913 per passar-hi les vacances, i molts paisatges que va pintar són de la ciutat i els seus voltants. A la ciutat hi ha un centre de documentació del pintor (Centro di documentazione Giorgio Morandi), que té una col·lecció de documents sobre el pintor i la història local.
Grizzana Morandi limita amb els següents municipis: Camugnano, Castel di Casio, Castiglione dei Pepoli, Gaggio Montano, Marzabotto, Monzuno, San Benedetto Val di Sambro i Vergato.